# Mount Cox
Mount Cox är ett berg i Antarktis. Det ligger i Östantarktis. Nya Zeeland gör anspråk på området. Toppen på Mount Cox är 1 960 meter över havet.
Terrängen runt Mount Cox är kuperad västerut, men österut är den platt. Trakten är obefolkad. Det finns inga samhällen i närheten.